# Esquiva Falcão Florentino
Esquiva Falcão Florentino, född 12 december 1989 i Vitória, Brasilien, är en brasiliansk boxare som tog OS-silver i mellanviktsboxning 2012 i London. Han är bror till Yamaguchi Falcão Florentino.